# Імені Гастелло
Імені Гастелло (рос. Имени Гастелло) — селище в Тенькинському районі Магаданської області.
Населення — 195 осіб (2014).

## Географія
Географічні координати: 61°33' пн. ш. 147°59' сх. д. Часовий пояс — UTC+10.
Відстань до районного центру, селища Усть-Омчуг, становить 112 км, а до обласного центру — 376 км. Через селище протікає річка Омчак.

## Історія
Селище названо на честь Героя Радянського Союзу Миколи Гастелло.
З 1953 до 1991 поселення мало статус селища міського типу.

## Населення
Чисельність населення за роками:
| 1959 | 1970 | 1979 | 1989 | 2010 | 2014 |
| ---- | ---- | ---- | ---- | ---- | ---- |
| 2787 | 989  | 1144 | 1221 | 91   | 195  |

За даними перепису населення 2010 року на території селища проживала 91 особа. Частка чоловіків у населенні складала 51,6 % або 47 осіб, жінок — 48,4 % або 44 особи.